# Pseudolimnophila telephallus
Pseudolimnophila telephallus är en tvåvingeart som beskrevs av Alexander 1957. Pseudolimnophila telephallus ingår i släktet Pseudolimnophila och familjen småharkrankar. Inga underarter finns listade i Catalogue of Life.